# هوب باول
هوب باول (بالإنجليزية: Hope Powell)‏ (و. 1966  م) هي لاعبة كرة قدم، ومدربة كرة قدم، من المملكة المتحدة، ولدت في لندن، كانت تلعب كلاعب وسط.

## جوائز
حصلت على جوائز منها:
- قائد وسام الامبراطورية البريطانية.

## روابط خارجية
- هوب باول على موقع الاتحاد الدولي (مؤرشف)  (الإنجليزية)
- هوب باول على موقع الاتحاد الأوربي (الإنجليزية)
- هوب باول على موقع قاعدة بيانات كرة القدم.إي يو (الإنجليزية)
- هوب باول على موقع Soccerway.com (الإنجليزية)
- هوب باول على موقع عالم كرة القدم.نت (الإنجليزية)
- هوب باول على موقع أوليمبيديا (الإنجليزية)